# Église communautaire métropolitaine
L’Église communautaire métropolitaine (ECM ou MCC en anglais) est une fraternité de communautés chrétiennes d'origine congrégationaliste protestante, fondée en 1968. Elle en compte 300 dans 22 pays, avec plus de 43 000 membres. Elle est considérée comme une communion aux idées progressistes, notamment sur les aspects de morale sociale. Elle est particulièrement sensible aux questions de spiritualité et de foi des personnes LGBTI+.
L’ECM a un statut d'observateur au Conseil œcuménique des Églises. Aux États-Unis, le Conseil national des Églises a refusé plusieurs fois la candidature de l'ECM, mais les congrégations sont membres de plusieurs partenariats œcuméniques dans le monde.

## Histoire
Le mouvement prend ses origines dans le sud de la Californie en 1968. Troy Perry, qui avait précédemment été un pasteur baptiste dès l'âge de 15 ans, puis un pasteur pentecôtiste avant d'être forcé à démissionner à cause de son homosexualité, à la suite d'un suicide raté, et après avoir été témoin de l'arrestation d'un ami, décida de fonder une Église pour la communauté homosexuelle, et publia une annonce dans le magazine The Advocate. Le 6 octobre 1968, il fut rejoint par 12 personnes pour la première liturgie du mouvement.
Depuis, l'Église a continuellement cru, et Troy Perry est resté modérateur jusqu'en 2005. Aujourd'hui, l'Église est présente dans plus de vingt pays, bien qu'elle soit principalement implantée aux États-Unis et au Canada.

## Théologie et sociologie

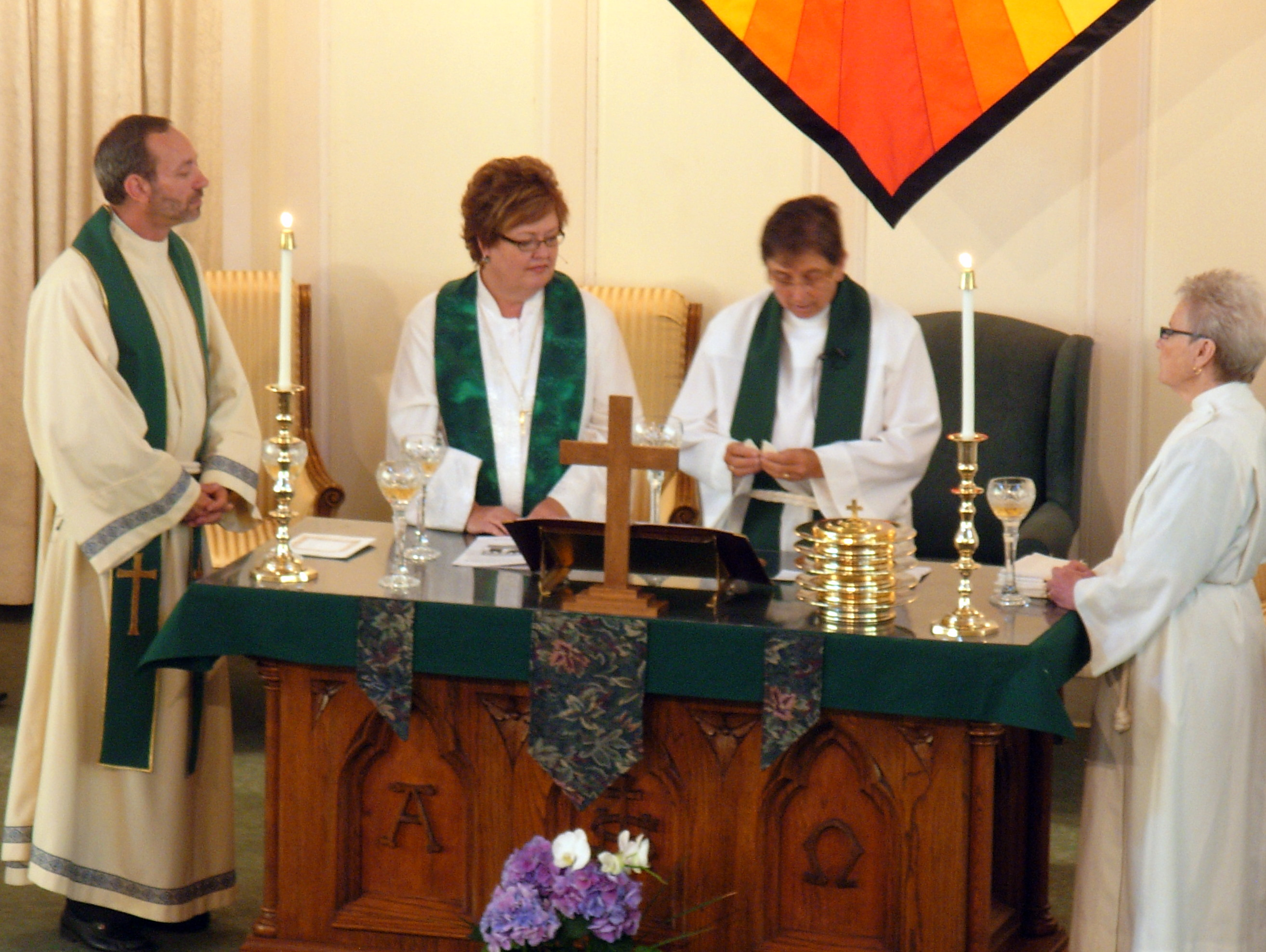
L’eucharistie.

La théologie de l’ECM se base sur les deux professions de foi majeures de la chrétienté : crédo des apôtres et la profession de foi de Nicée. Chaque Église célèbre l’eucharistie au moins une fois par semaine et distribue la communion à tous. L’ECM pratique l’autonomie des congrégations au regard de la doctrine et du culte.

## Action sociale

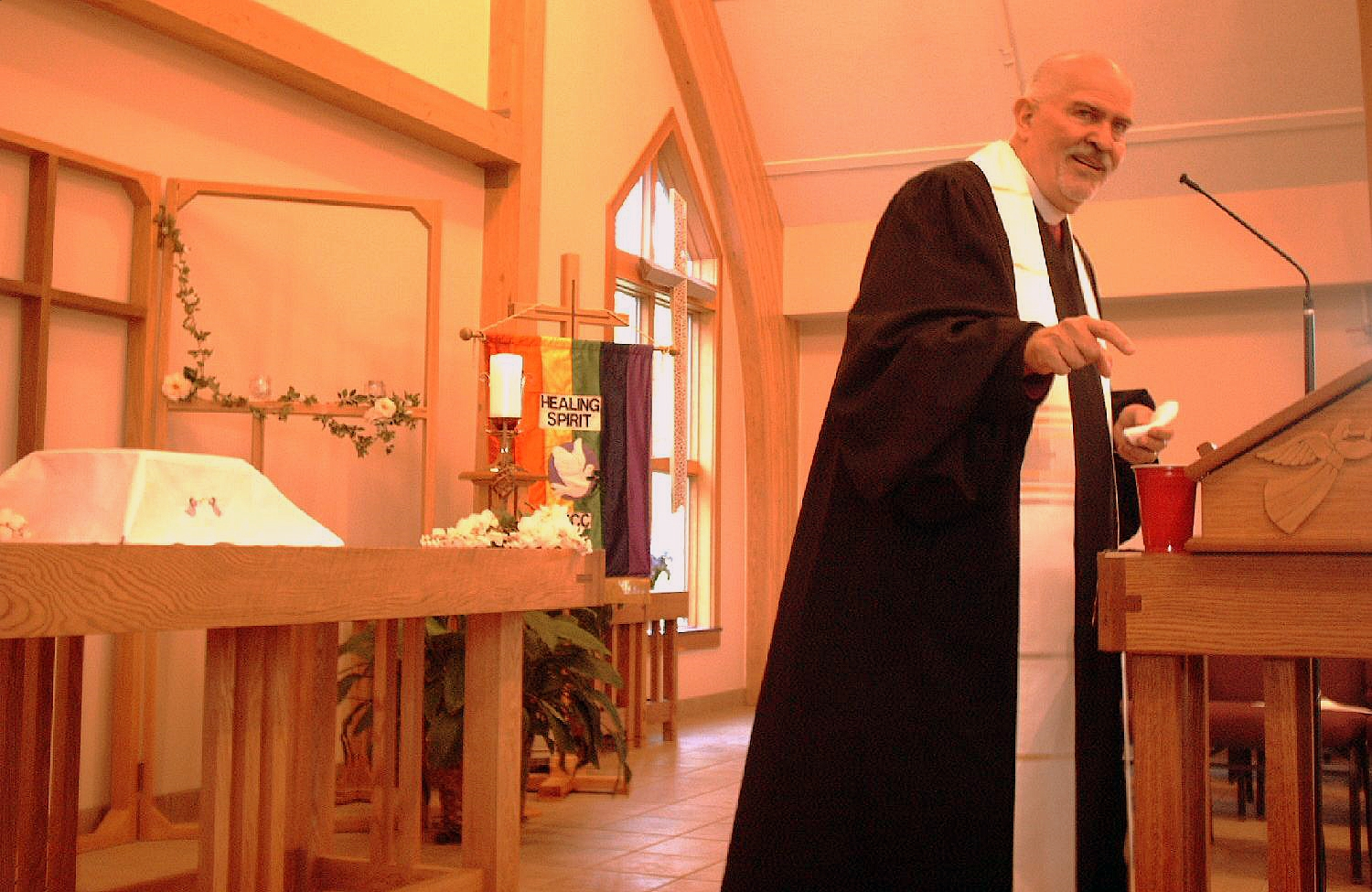
Troy Perry.

Un des points capitaux de l’ECM a été un engagement permanent à l’égalité du droit au mariage sans discrimination d’orientation sexuelle. Le révérend Troy Perry, l’un des fondateurs de l’ECM avait célébré le premier mariage homosexuel aux États-Unis, à Huntington Park (Californie) en 1969. Dès 1970, il lança une action en justice pour l’obtention du droit au mariage homosexuel. Le résultat judiciaire fut un échec, mais l’impact social de sa démarche permit l’éclosion d’un débat qui se perpétue aujourd’hui. Chaque année plus de 6000 mariages sont célébrés par les Églises communautaires métropolitaines du monde.
Le révérend Brent Hawkes et l’Église communautaire métropolitaine de Toronto ont joué un rôle clé dans la réflexion intellectuelle et l’action politique qui ont finalement débouché sur la légalisation du mariage pour toutes les personnes quelle que soit leur orientation sexuelle au Canada.
L’aspect le plus saillant de la théologie de l'ECM réside dans sa perception de l’homosexualité et du christianisme qui conjugue foi et sexualité et permet de définir positivement une identité sociale et religieuse pour les personnes homo, bi ou trans sexuelles.  
L’ECM affirme le ministère et la place de chaque personne au sein de l’Église. Elle insiste aussi sur l’égalité et la collégialité des décisions. De plus, l’élection de la Rév. Nancy Wilson (en) comme modératrice fait de l'ECM, une des rares communions où les femmes aient un rôle pastoral important.

## Gouvernance et administration

### Direction
L’ECM est dirigée par un conseil des anciens et un conseil d'administration. Le conseil des anciens est consistitué d’un modérateur, d’un vice-modérateur et de 7 doyens. Il s’occupe de la spiritualité, du développement de la propagation de la foi et du témoignage chrétien. Actuellement 7 doyens sur 9 sont des doyennes. Le conseil d’administration a 7 membres, désignés par le conseil des anciens. Il est le représentant légal de l’Église. Il s'occupe des affaires financières et pratiques. Les deux conseils sont assistés de quelques permanents dirigés par la Rév. Dr. Cindi Love.  